# Maria-Antoinette
De Maria-Antoinette is een houten achtkante windmolen aan de Zeilbergsestraat te Zeilberg bij Deurne.
De molen is in 1847 gebouwd als middenmolen van een driegang te Wateringen. De identieke ondermolen staat nu als windmolen De Hoop te Elspeet.
In Zeilberg stond al eerder een windmolen, en wel de in 1876 aangekochte Zuidplasmolen uit Waddinxveen. Deze brandde echter af in 1892, waarop de huidige molen werd aangekocht en in 1893 als beltmolen in Zeilberg werd herbouwd. Ze deed dienst als korenmolen.
De Maria-Antoinette is lange tijd een beleggingsobject geweest van de Sint Vincentiusvereniging, die de katholieke armenzorg behartigde. In 1964 werd de molen gerestaureerd, waarbij het dakleer door riet werd vervangen. In 2010 werd toestemming verleend om de molen te restaureren. In oktober 2012 is de molen volledig gerestaureerd en feestelijk heropend. Ook is er een molenaar voor gevonden, die ervoor zorgt dat de molen weer regelmatig in volle werkende glorie te bezichtigen is.
Sinds 2004 is ze in bezit van de Harmonie Excelsior.